# Philodendron solimoesense
Philodendron solimoesense är en kallaväxtart som beskrevs av Albert Charles Smith. Philodendron solimoesense ingår i släktet Philodendron och familjen kallaväxter. Inga underarter finns listade.